# Institut de Ciència de Materials de Barcelona
L'Institut de Ciència de Materials de Barcelona (ICMAB) és un centre de recerca del Consell Superior d'Investigacions Científiques (CSIC). Va ser creat l'any 1986, tot i que la ubicació actual data del 1991. Està situat al Campus de la Universitat Autònoma de Barcelona (UAB).
Des del 2015 té l'acreditació de Centre d'Excel·lència Severo Ochoa, i des del 2007 forma part del Barcelona Nanotechnology Cluster a Bellaterra (BNC-b).
Compta amb uns 60 científics de plantilla, uns 40 investigadors postdoctorals i uns 70 investigadors predoctorals. Incloent el personal administratiu i els estudiants de màster i grau que cada any hi fan els seus treballs de recerca, suma més de 300 treballadors (xifres de 2016).
La recerca es finança mitjançant projectes finançats pels governs espanyol, català i europeu, i amb contractes amb empreses públiques i privades. La recerca se centra preferentment en:
- Materials per emmagatzemament i transport d'energia
- Materials superconductors
- Materials magnètics i òxids
- Electrònica molecular
- Biomaterials i nanomedicina

L'ICMAB és considerat com un dels centres de recerca en ciència de materials més rellevants de Catalunya i d'Espanya.
La seva creació l'any 1986 va formar part de la reorganització dels centres d'investigació del CSIC. Sota la direcció del Professor Carles Miravitlles, s'hi van agrupar altres departaments de la Universitat de Barcelona i de la Universitat Autònoma de Barcelona.
Des del 2008 al 2023 en va ser director el Prof. Xavier Obradors, Professor d'Investigació del CSIC des del 1992. Xavier Obradors és investigador al grup de "Superconducting Materials and Large Scale Nanostructures" (SUMAN), liderat per la Prof. Teresa Puig.
Des de l'1 de febrer de 2023 el director de l'ICMAB és el Professor David Amabilino.

## Severo Ochoa
El Ministeri d'Economia, Indústria i Competitivitat del Govern Espanyol va acreditar l'ICMAB com a "Centre d'Excel·lència Severo Ochoa" pel projecte FunMAT (Functional Advanced Materials for Social Grand Challenges) a finals del 2015, i va ser efectiu a partir de l'1 de gener de 2016, per una durada de 4 anys (2016-2019). Al 2020 l'acreditació de Centre d'Excel·lència Severo Ochoa es va renovar per 4 anys més (2020-2023) sota el projecte FUNFUTURE (Functional Materials for a Better Future).

## Recerca
La recerca de l'Institut està organitzada en cinc grans àrees:
- Materials per l'emmagatzemament i transport d'energia
- Materials superconductors
- Materials magnètics i òxids
- Electrònica molecular
- Biomaterials i nanomedicina

## Premis
- Acreditació Centre d'Excel·lència Severo Ochoa[9]
- Distintiu d'Igualtat de Gènere del CSIC[11]